# Line Damkjær Kruse
Line Damkjær Kruse (født 7. januar 1988) er en dansk badmintonspiller. Hun vandt sølvmedalje i pigeres doublebegivenhed ved det europæisk juniormesterskab i 2007 og bronzemedalje i mixed double.